# Dryopsophus maini
Espèce
Synonymes
- Cyclorana maini Tyler & Martin, 1977
- Litoria maini (Tyler & Martin, 1977)

Statut de conservation UICN

 LC  : Préoccupation mineure
Dryopsophus maini est une espèce d'amphibiens de la famille des Pelodryadidae.

## Répartition
Cette espèce est endémique d'Australie. Elle se rencontre dans la zone aride centrale de l'Australie-Occidentale, dans le sud du Territoire du Nord et dans le nord-ouest de l'Australie-Méridionale, jusqu'à 1 000 m d'altitude. Son aire de répartition est d'environ 2 103 500 km2.

## Description
Dryopsophus maini mesure de 35,4 à 46,4 mm pour les mâles et de 38,7 à 47,2 mm pour les femelles. Cette espèce a la face dorsale est brun terne et présente des zones sombres dispersées. Elle se nourrit principalement de fourmis et de termites.

## Étymologie
Son nom d'espèce lui a été donné en l'honneur d'Albert Russell Main, zoologiste australien.

## Publication originale
- Tyler & Martin, 1977 : Taxonomic studies in some leptodactylid frogs of the genus Cyclorana Steindachner. Records of the South Australian Museum, vol. 17, no 15, p. 261-276 (texte intégral).